# Tartar (fiume)

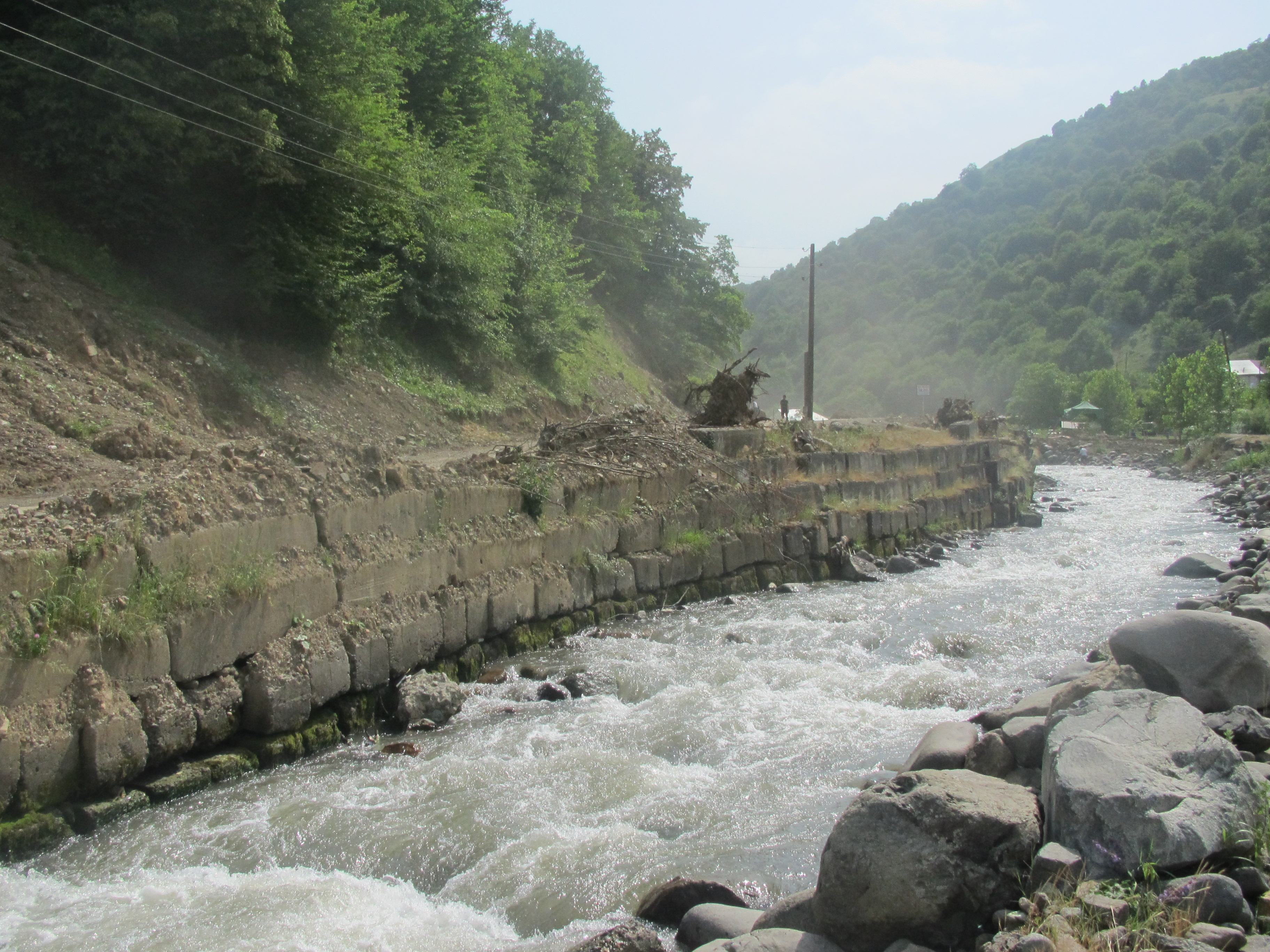
fiume Tartar

Il Tartar (in armeno: Թարթառ, in azero: Tərtərçay), anche Terter  e Trtu, è un fiume facente parte del bacino idrico del  Kura  di cui è affluente di sinistra.
Nasce sull'altopiano dell'Artsakh (nella omonima repubblica fino al 2017 denominata repubblica del Nagorno Karabakh, distretto di Shahumian) nei pressi del monte Aghahetchk (3335 m) e si sviluppa per una lunghezza di duecento chilometri
Dopo aver attraversato Karvachar e costeggiato il Monastero di Dadivank, nel distretto di Martakert forma il bacino artificiale di Sarsang e proseguendo nel suo corso verso est entra nel territorio dell'Azerbaigian attraversando la piana alluvionale del Kura.
Nel suo Tartar affluiscono numerosi corsi d'acqua minori: fra questi i principali sono nel territorio del Nagorno Karabakh il Karakhach, il Levonaget, il Tutkhun, in quello azero l'Agdaban e il Turağ.
Un canale artificiale (Vankasar) collega in Tartar con il Khachenage nel territorio del Nagorno Karabakh.